# Meteorium pendulum
Meteorium pendulum là một loài Rêu trong họ Meteoriaceae. Loài này được Sull. mô tả khoa học đầu tiên năm 1856.